# Lagos International 2014
Die Lagos International 2014 im Badminton fanden vom 4. bis zum 7. Juni 2014 in Lagos statt.

## Sieger und Platzierte
| Disziplin    | Gold                                       | Silber                               | Bronze                            |
| ------------ | ------------------------------------------ | ------------------------------------ | --------------------------------- |
| Herreneinzel | Misha Zilberman                            | Luka Wraber                          | Jarolím Vícen                     |
| Herreneinzel | Misha Zilberman                            | Luka Wraber                          | Jan Fröhlich                      |
| Dameneinzel  | Jeanine Cicognini                          | Martina Repiská                      | Shamim Bangi                      |
| Dameneinzel  | Jeanine Cicognini                          | Martina Repiská                      | Jana Čižnárová                    |
| Herrendoppel | Andries Malan Willem Viljoen               | Jinkan Ifraimu Ola Fagbemi           | Giovanni Greco Rosario Maddaloni  |
| Herrendoppel | Andries Malan Willem Viljoen               | Jinkan Ifraimu Ola Fagbemi           | Jan Fröhlich Matej Hliničan       |
| Damendoppel  | Dorcas Ajoke Adesokan Maria Braimoh        | Tosin Damilola Atolagbe Fatima Azeez | Jennifer Fry Sandra Le Grange     |
| Damendoppel  | Dorcas Ajoke Adesokan Maria Braimoh        | Tosin Damilola Atolagbe Fatima Azeez | Jana Čižnárová Martina Repiská    |
| Mixed        | Joseph Abah Eneojo Tosin Damilola Atolagbe | Andries Malan Jennifer Fry           | Matej Hliničan Jana Čižnárová     |
| Mixed        | Joseph Abah Eneojo Tosin Damilola Atolagbe | Andries Malan Jennifer Fry           | Ola Fagbemi Dorcas Ajoke Adesokan |